# Turanogonia atra
Turanogonia atra là một loài ruồi trong họ Tachinidae.